# Anna Van der Kamp
Anna Magdalene Van der Kamp est une rameuse canadienne née le 19 juin 1972 à Abbotsford (Colombie-Britannique).

## Biographie
Anna Van der Kamp remporte aux Jeux olympiques d'été de 1996 à Atlanta la médaille d'argent en huit avec Heather McDermid, Tosha Tsang, Maria Maunder, Alison Korn, Emma Robinson, Jessica Monroe, Theresa Luke et Lesley Thompson-Willie, et termine cinquième en deux sans barreur avec Emma Robinson.

## Palmarès
- Jeux olympiques d'été de 1996  à Atlanta
  -  Médaille d'argent en huit